# 6804 Maruseppu
6804 Maruseppu este un asteroid din centura principală de asteroizi.

## Descriere
6804 Maruseppu este un asteroid din centura principală de asteroizi. A fost descoperit pe 16 noiembrie 1995 la Kuma Kogen de Akimasa Nakamura. El prezintă o orbită caracterizată de o semiaxă mare de 2,24 ua, o excentricitate de 0,11 și o înclinație de 3,2° în raport cu ecliptica.